# Théâtre cartésien

Les objets expérimentés sont représentés dans l'esprit de l'observateur

Le « théâtre cartésien » est un terme de dérision forgé par le philosophe et spécialiste des sciences cognitives Daniel Dennett pour désigner ostensiblement un aspect déterminant de certaines conceptions de l'esprit, qu'il qualifie de dualisme cartésien. Le matérialisme cartésien serait un produit dérivé du dualisme cartésien qui biaiserait les théories matérialistes modernes de l'esprit.
Descartes affirme initialement que la conscience nécessite une âme immatérielle qui interagit avec le corps via la glande pinéale du cerveau. Dennett affirme que, lorsque le dualisme cartésien est éliminé, ce qui reste du modèle original de Descartes se résume à imaginer un petit théâtre dans le cerveau où un homoncule, à présent physique, observe toutes les données sensorielles comme si elles se réalisaient sur une scène, ou comme si elles étaient projetées sur un écran. En poursuivant la métaphore, c'est cet homoncule qui prendrait ensuite des décisions et enverrait des ordres (cf. l'hypothèse de l'homoncule).
Le terme « théâtre cartésien » apparaît dans le contexte du « modèle des versions multiples (en) » que Dennett, dans La Conscience expliquée (1991), présente comme une alternative au matérialisme cartésien.

## Source de la traduction
- (en) Cet article est partiellement ou en totalité issu de l’article de Wikipédia en anglais intitulé « Cartesian theater » (voir la liste des auteurs).